# Daguestànskie Ogní
Daguestànskie Ogní (lesguià: Дагъустандин ЦӀаяр; rus: Дагеста́нские Огни́ pronunciat [dəgʲɪˈstanskɪɪ ɐˈgnʲi]) és una ciutat de la República del Daguestan, a la Federació Russa. Està situada a la costa de la mar Càspia, 120 km al sud de Makhatxkalà i molt a prop de Derbent. Al cens del 2010 tenia 27.923 habitants.

## Estat administratiu i municipal
Dins del marc de divisions administratives, la ciutat de Daguestànskie Ogní forma una unitat administrativa per si sola amb igual estatus que el dels districtes. Com a divisió municipal, la ciutat forma part de l'Òkrug urbà de Daguestànskie Ogní.

## Demografia
Grups ètnics al territori administratiu de Daguestànskie Ogní segons el cens rus de 2002:
- Tabassarans (35,5%)
- Àzeris (26,3%)
- Lesguians (22,2%)
- Darguins (8,3%)
- Aguls (3,5%)
- Russos (1,9%)

## Climatologia
Daguestànskie Ogní té un clima fred semiàrid (classificació de Köppen: BSk).
| Dades climàtiques a Daguestànskie Ogní | Dades climàtiques a Daguestànskie Ogní | Dades climàtiques a Daguestànskie Ogní | Dades climàtiques a Daguestànskie Ogní | Dades climàtiques a Daguestànskie Ogní | Dades climàtiques a Daguestànskie Ogní | Dades climàtiques a Daguestànskie Ogní | Dades climàtiques a Daguestànskie Ogní | Dades climàtiques a Daguestànskie Ogní | Dades climàtiques a Daguestànskie Ogní | Dades climàtiques a Daguestànskie Ogní | Dades climàtiques a Daguestànskie Ogní | Dades climàtiques a Daguestànskie Ogní | Dades climàtiques a Daguestànskie Ogní |
| Mes                                    | gen                                    | febr                                   | març                                   | abr                                    | maig                                   | juny                                   | jul                                    | ag                                     | set                                    | oct                                    | nov                                    | des                                    | anual                                  |
| -------------------------------------- | -------------------------------------- | -------------------------------------- | -------------------------------------- | -------------------------------------- | -------------------------------------- | -------------------------------------- | -------------------------------------- | -------------------------------------- | -------------------------------------- | -------------------------------------- | -------------------------------------- | -------------------------------------- | -------------------------------------- |
| Màxima mitjana °C (°F)                 | 4.5 (40.1)                             | 4.9 (40.8)                             | 7.9 (46.2)                             | 14.2 (57.6)                            | 20.5 (68.9)                            | 26.2 (79.2)                            | 29.3 (84.7)                            | 28.7 (83.7)                            | 24.4 (75.9)                            | 18.4 (65.1)                            | 11.7 (53.1)                            | 7.3 (45.1)                             | 16.5 (61.7)                            |
| Mitjana diària °C (°F)                 | 1.1 (34)                               | 1.7 (35.1)                             | 4.5 (40.1)                             | 9.8 (49.6)                             | 16.2 (61.2)                            | 21.6 (70.9)                            | 24.8 (76.6)                            | 24.6 (76.3)                            | 20.1 (68.2)                            | 14.5 (58.1)                            | 8.4 (47.1)                             | 4.1 (39.4)                             | 12.62 (54.72)                          |
| Mínima mitjana °C (°F)                 | −2.3 (27.9)                            | −1.4 (29.5)                            | 1.1 (34)                               | 5.4 (41.7)                             | 11.9 (53.4)                            | 17.0 (62.6)                            | 20.3 (68.5)                            | 20.5 (68.9)                            | 15.8 (60.4)                            | 10.6 (51.1)                            | 5.1 (41.2)                             | 0.9 (33.6)                             | 8.74 (47.73)                           |
| Precipitació mitjana mm (polzades)     | 25 (0.98)                              | 34 (1.34)                              | 24 (0.94)                              | 23 (0.91)                              | 31 (1.22)                              | 22 (0.87)                              | 24 (0.94)                              | 24 (0.94)                              | 43 (1.69)                              | 51 (2.01)                              | 35 (1.38)                              | 37 (1.46)                              | 373 (14.68)                            |
| Font: Climate-Data.org                 |                                        |                                        |                                        |                                        |                                        |                                        |                                        |                                        |                                        |                                        |                                        |                                        |                                        |